# Постильоне, Лука
Лу́ка Постильо́не (итал. Luca Postiglione; 18 октября 1876, Неаполь, Королевство Италия — 27 августа 1936, там же) — итальянский поэт и живописец, писавший картины в стиле маккьяйоли.

## Биография

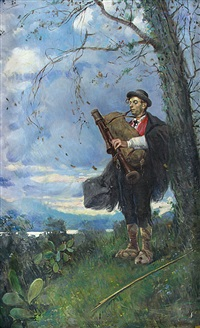
«Пастух с волынкой» (1920-е). Холст, масло. Частная коллекция

Родился в Неаполе 18 октября 1876 года в семье художника Луиджи Постильоне, который писал, главным образом, картины на сакральные сюжеты. Приходился младшим  братом художнику Сальваторе Постильоне, который стал его первым учителем рисования. В свою очередь, оба брата обучили живописи племянника Джованни Панцу. Их дядя Раффаэлле Постильоне тоже был художником и служил профессором рисования в Академии изящных искусств в Неаполе.
Постильоне пользовался признанием художников и литераторов Неаполя, которые уважительно обращались к нему, как дворянину, хотя им он никогда не был. Стихи писал на неаполитанском диалекте итальянского языка. При жизни им был издан поэтический сборник «Поэзия». Часто публиковался в местной ежедневной газете «Меццоджорно».
Постильоне любил жизнь и умел ей радоваться. Полотна художника проникнуты человечностью. Его излюбленными темами были жанровые сцены, портреты и сюжеты из народной жизни. Принимал участие на национальных и международных выставках. В 1889—1890 годах, вместе с коллегами Винченцо Каприле, Винченцо Вольпе, Джузеппе Кашаро, Гаэтано Эспозито, Эдоардо Матания, Пьетро Скоппетта и Винченцо Иролли, участвовал в декорировании кафе «Гамбринус» в Неаполе. В 1896—1911 годах выставлялся в салоне Общества продвижения изящных искусств в Неаполе. В том же 1911 году на этой выставке его работа была удостоена серебряной медали.
О чувстве юмора Постильоне в Неаполе ходило много анекдотов. Например, однажды, в парикмахерскую, когда парикмахер уже приготовился стричь художника, вошёл очередной клиент. Увидев румяного пышущего жизнью Постильоне, он принял того за архиерея и, припав к его руке, поцеловал её со словами «Целую Ваши руки, монсеньор». Художник, как ни в чём ни бывало, благословил его правой рукой и сказал «Ступай с Богом». Постильоне очень любил жену и дочерей. В годы, когда семья жила бедно, супруга поддерживала его, помогая не терять веру в талант. Он умер в родном городе 27 августа 1936 года.